# Harding-Birch Lakes
Pour les articles homonymes, voir Harding et Birch.
Harding-Birch Lakes est une census-designated place du borough de Fairbanks North Star en Alaska aux États-Unis. Sa population était de 218 habitants en 2010.
Elle est située à 6 km au sud-est du confluent de la rivière Salcha et de la rivière Tanana, sur le Richardson Highway.
Les températures moyennes vont de −28 °C à −19 °C en janvier, et de 9 °C à 22 °C en juillet.
L'endroit fut nommé en souvenir du président des États-Unis, Warren G. Harding, qui a visité l'Alaska juste avant sa mort. C'est un lieu de loisirs pour les habitants de Fairbanks qui héberge un grand nombre de résidences secondaires.